# Dryopteris × gomerica
Dryopteris × gomerica là một loài dương xỉ trong họ Dryopteridaceae. Loài này được Gibby & Wid mô tả khoa học đầu tiên năm 1983.
Danh pháp khoa học của loài này chưa được làm sáng tỏ.